# Staré Heřminovy

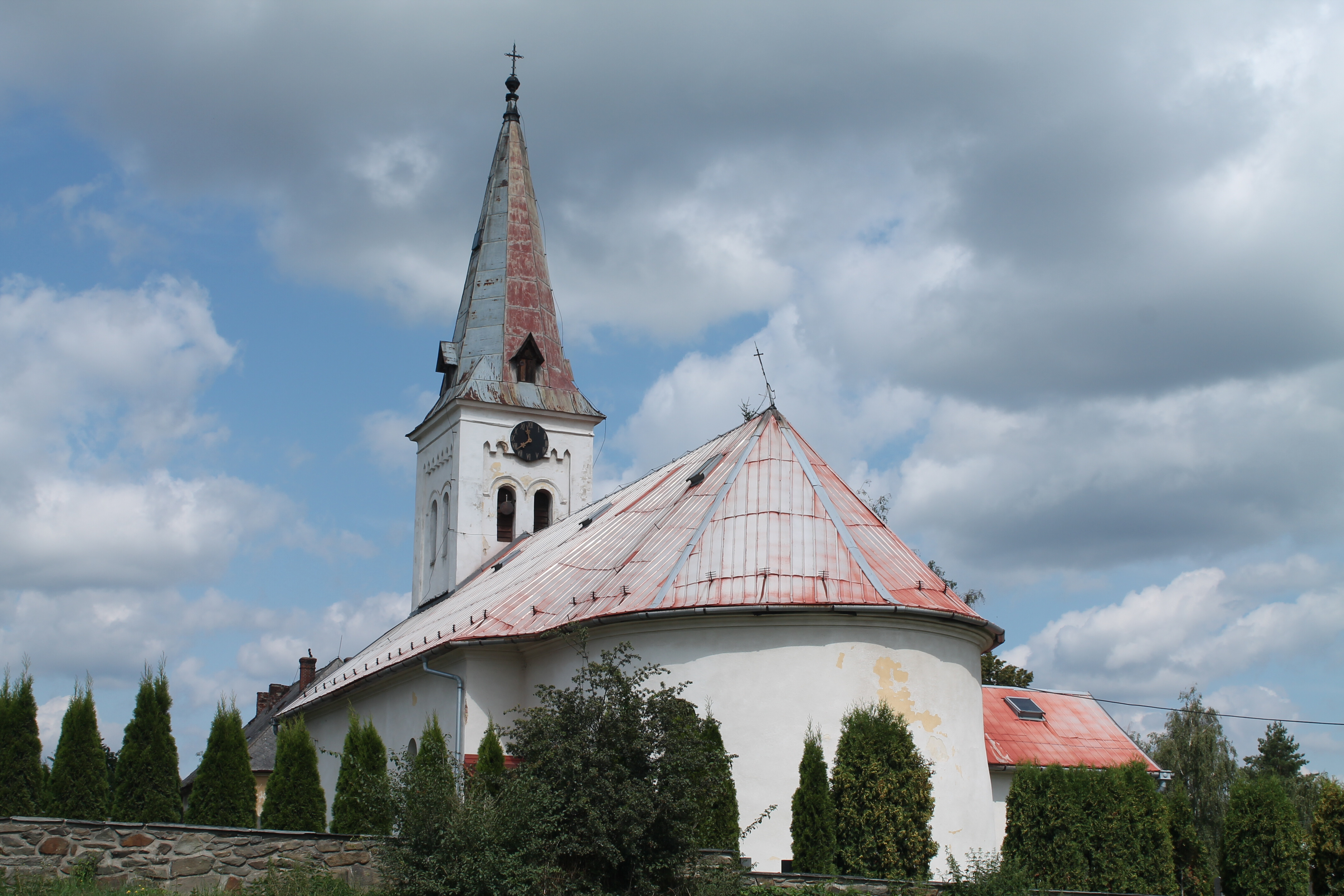
Kirche St. Wenzel in Staré Heřminovy (2019)

Staré Heřminovy (deutsch Alt-Erbersdorf) ist eine Gemeinde im Okres Bruntál in der Mährisch-Schlesischen Region in Tschechien.

## Geografische Lage
Der Ort liegt auf halber Strecke zwischen Bruntál und Opava.

## Geschichte
Der Ortsname geht auf die tschechische Ursprungsform Heřvínovice zurück und wurde 1338 erstmals urkundlich erwähnt. Das Dorf wurde zu Beginn des 16. Jahrhunderts verlassen und vor dem Jahre 1619 wiederbesiedelt.
Ab 1938/39 lag Alt-Erbersdorf als selbstständige politische Gemeinde im Reichsgau Sudetenland, Landkreis Freudenthal, Regierungsbezirk Troppau. Hier lebten im Jahre 1940 536 Einwohner.
Vom 1. Januar 1978 bis 23. November 1990 war Staré Heřminovy ein Ortsteil der Gemeinde Horní Benešov in der Tschechoslowakei.

## Gemeindegliederung
Für die Gemeinde Staré Heřminovy sind keine Ortsteile ausgewiesen. Zu Staré Heřminovy gehört die Einschicht Pusté Držkovice (Durstenhof).